# سنگ‌چشم شمالی
سنگ‌چشم شمالی (نام علمی: Lanius borealis) یک گونه بزرگ پرنده آوازخوان از خانواده سنگ‌چشمان (Laniidae) و بومی آمریکای شمالی و سیبری است. مدت‌هاست که به عنوان زیرگونه‌ای از سنگ‌چشم خاکستری بزرگ در نظر گرفته می‌شد، در سال ۲۰۱۷ به عنوان گونه‌ای متمایز طبقه‌بندی شد. شش زیرگونه از آن شناخته شده است.

### زیرگونه‌ها
گروه شرق اوراسیا
- Lanius borealis sibiricus - شرق سیبری تا شمال مغولستان

در بالا قهوه‌ای‌تر از excubitor، نواربندی مشخص اما در زیر نوارهای ریز. مقداری سفید تنها روی پایه شاهپراولیها.
- Lanius borealis bianchii - ساخالین و احتمالاً جزایر کوریل جنوبی

کوچک‌تر و رنگ‌پریده‌تر از sibiricus، نوارهای زیرتنه رنگ‌پریده و نامشخص. مقداری سفید تنها روی پایه شاهپراولیها.
- Lanius borealis mollis - کوه‌های آلتای روسیه، شمال غربی مغولستان

قهوه‌ای‌تر از sibiricus در بالا، نوارهای زیر به خوبی توسعه یافته است. سفیدی کمی روی پایه شاهپراولیها.
- Lanius borealis funereus – تیان شان و غرب چین

بزرگ؛ کاملاً تیره و قهوه‌ای، در زیر خاکستری مایل به آبی با نوارهای تقریباً سیاه. سفید کمی روی پایه شاهپراولیها.
گروه آمریکای شمالی
- Lanius borealis borealis - منطقه خلیج هادسون در انتاریو و کبک

شبیه بهexcubitor، اما تیره‌تر با نوار کم‌رنگ در زیر. جان جیمز اودوبون در کتاب پرندگان آمریکا این زیرگونه را سنگ‌چشم بزرگ آمریکایی نامید.
- Lanius borealis invictus - شمال آلبرتا از غرب تا شمال آلاسکا، شاید همچنین منطقه شبه جزیره چوکچی در شمال شرق سیبری.

بزرگتر و کم رنگتر از borealis, موازی با homeyeri در مقایسه با excubitor.

## ویژگی‌ها
سنگ‌چشم سرگنده را می‌توان با اندازه کوچک‌تر، پرهای خاکستری تیره‌تر و نقاب رخی مشکی بزرگ‌تر که چشم را به‌طور کامل می‌پوشاند از سنگ‌چشم شمالی متمایز کرد. همچنین دارای نوک کوتاه‌تر با قلاب کمتر برجسته است. صداهای آنها مشابه است.
اندازه‌گیری‌ها:
- طول: ۹٫۱–۹٫۴ اینچ (۲۳–۲۴ سانتیمتر)
- وزن: ۲٫۰–۲٫۸ اونس (۵۷–۷۹ گرم)
- طول بازهٔ بال: ۱۱٫۸–۱۳٫۸ اینچ (۳۰–۳۵ سانتیمتر)

## پراکندگی و زیستگاه
بازدید از زیستگاه‌های زمستان‌گذرانی در آیداهو نشان می‌دهد که مناطق زمستان‌گذرانی مناسب مورد تقاضا هستند، زیرا سنگ‌چشم‌های شمالی که در یک منطقه خاص مرده بودند، به سرعت جایگزین شدند.